# Mila Parély
Mila Parély est une actrice française, née le 7 octobre 1917 à  Paris 9e et morte le 14 janvier 2012 à Vichy.

## Biographie

### Origines
Mila Parély naît le 7 octobre 1917 au 19 rue Auber dans le 9e arrondissement de Paris sous le nom d'état civil de « Olga Colette Peszynski », de Roger Théodore Louis Peszynski, employé de chemin de fer, et d'Anita (ou Louise) Chaumeau son épouse, corsetière,. Ses ascendances sont polonaises par son père ; son grand-père, Henri Peszynski, est électricien.

### Carrière
En 1932 à l'âge de 14 ans, Mila Parély apparaît au cinéma dans un court métrage, Vive le sport, qui serait perdu. Puis elle débute au théâtre à Bruxelles, dans Lysistrata de Maurice Donnay, vaudeville d'après la comédie éponyme d'Aristophane. En 1934, elle se fait remarquer dans Liliom, film de Fritz Lang avec Charles Boyer. Elle suspend sa carrière pendant six mois et part outre-Atlantique se former pendant six mois aux studios Paramount ; elle profite aussi de ce séjour pour jouer dans deux pièces à Broadway.
Pendant les années 1930, elle participe à une tournée aux États-Unis comme chanteuse de l'orchestre de Rudy Vallée. Elle y apprend entre autres le chant et la danse. En 1936 de retour en France, elle tourne avec Raimu et Michel Simon dans Les Jumeaux de Brighton de Claude Heymann.
On lui confie souvent des rôles de femmes fatales. Elle apparaît dans de nombreux films français (et deux films britanniques). Elle figure notamment dans Remontons les Champs-Élysées de Sacha Guitry (1938), La Règle du jeu de Jean Renoir (1939), Circonstances atténuantes de Jean Boyer (1939), Les Anges du péché de Robert Bresson (1943) et Le Plaisir de Max Ophüls (1952). 
En 1941, elle fait la connaissance de Jean Marais durant le tournage du Lit à colonnes. Elle le découvre torse nu, en short, les cheveux magnifiques : « Il était irrésistible, j'en ai eu le souffle coupé ... je suis très vite tombée follement amoureuse de lui.»  
Ils ont une liaison pendant plus de vingt-quatre mois. Elle n'ignore pas les relations homosexuelles de son partenaire, mais elle l'aime. Elle est la seule femme qu'il ait aimé au point de penser l'épouser et à avoir avec elle un enfant. Cocteau, compagnon de l'acteur, tout en souffrant silencieusement, était d'ailleurs d'accord avec cette union, décrite par Marais dans deux de ses livres, Histoires de ma vie (ses Mémoires) et L'Inconcevable Jean Cocteau. 
Lorsque Marais part au front pendant la Seconde Guerre mondiale, elle le rejoint à Chateauroux et avant de la quitter, elle embrasse le pare-brise de son camion, y laissant le rouge à lèvres de son baiser, la plus grande fierté de Marais pendant longtemps.
Lors du tournage de La Belle et la Bête de Jean Cocteau (1946), où elle joue Félicie, la sœur de La Belle, sans doute sa plus célèbre prestation, ils ne sont plus ensemble. Mais depuis leur histoire d'amour, ils se téléphoneront chaque semaine.
Elle se marie en 1947 à un pilote automobile, qui a un grave accident en 1949, ce qui la conduit à réduire sa carrière au cinéma.
En 1976, elle tient un moment le magasin que Jean Marais a ouvert à Paris au 91 Rue Saint-Honoré à l'enseigne « Jean Marais, potier », où il vend ses poteries.
À la télévision, elle participe à deux épisodes (en 1954 et 1958) d'une série britannique, The Vise (en). 
Mila Parély revient au cinéma dans un dernier film, Comédie d'été de Daniel Vigne (1989), aux côtés de Jean-Claude Brialy, puis dans La Grande Dune, téléfilm de Bernard Stora (1991), son avant-dernière apparition à l'écran (précédant un court métrage en 1997), aux côtés notamment de Danièle Delorme et Bulle Ogier. Elle a plus de quarante films dans sa carrière.

### Vie privée
Le 30 avril 1947 à Neuilly-sur-Seine, Mila Parély épouse le pilote automobile professionnel écossais Thomas Alastair Sutherland Ogi Mathieson, dit T.A.S.O. Mathieson, qui la rend heureuse.
Mais, en 1949, il est victime d’un grave accident. Son corps est en miettes et sa carrière de pilote est finie. Il en gardera toujours des séquelles. Son épouse réduit sa carrière au cinéma pour se consacrer à son mari, jusqu'à ce qu'il meure en 1991. Ils n'ont pas eu d'enfant. Le couple réside entre Londres, Lisbonne et Barcelone et finit par s'installer à Vichy. Mila y ouvre une boutique de parfums pour faire face à ses soucis d'argent.

### Mort
Mila Parély meurt à Vichy, le 14 janvier 2012, à 94 ans,,. Elle est enterrée au cimetière de Vichy.

## Filmographie partielle
- 1932 : Vive le sport, court métrage : anonyme
- 1933 : L'Amour qu'il faut aux femmes d'Adolf Trotz : une jeune fille
- 1933 : Baby de Pierre Billon et Carl Lamac
- 1933 : Le Martyre de l'obèse de Pierre Chenal
- 1934 : Cartouche de Jacques Daroy : Jeanneton
- 1934 : Liliom de Fritz Lang : la dactylo
- 1934 : On a trouvé une femme nue de Léo Joannon
- 1935 : Calling all stars de Herbert Smith
- 1935 : Valse royale de Jean Grémillon : Annie Tomasini
- 1935 : La Petite Sauvage de Jean de Limur
- 1936 : Les Pattes de mouches de Jean Grémillon : Marthe
- 1936 : Mister Flow de Robert Siodmak : Marceline
- 1936 : Donogoo d'Henri Chomette et Reinhold Schünzel (non créditée)
- 1936 : Les Jumeaux de Brighton de Claude Heymann : Antoinette
- 1938 : Le Drame de Shanghaï de Georg Wilhelm Pabst : une femme au bal
- 1938 : La Rue sans joie d'André Hugon : Léa Level
- 1938 : La Tragédie impériale de Marcel L'Herbier
- 1938 : Le Monsieur de cinq heures de Pierre Caron : Olga
- 1938 : Remontons les Champs-Élysées de Sacha Guitry : la servante de Marat
- 1939 : Une java de Claude Orval : Gaby
- 1939 : L'Esclave blanche de Marc Sorkin et Georg Wilhelm Pabst : Tarkine
- 1939 : La Charrette fantôme de Julien Duvivier : Anna
- 1939 : La Règle du jeu de Jean Renoir : Geneviève de Maras
- 1939 : Circonstances atténuantes de Jean Boyer : la Panthère
- 1939 : Dernier Refuge de Jacques Constant (film resté inachevé)
- 1940 : Elles étaient douze femmes de Georges Lacombe : Mme de Vitrac
- 1940 : L'Empreinte du dieu de Léonide Moguy (non créditée)
- 1940 : Le Grand Élan de Christian-Jaque : Nicole
- 1942 : Le Lit à colonnes de Roland Tual : Yada
- 1942 : Cap au large de Jean-Paul Paulin : Lisa
- 1943 : Le Camion blanc de Léo Joannon : Mme Dupont
- 1943 : Les Roquevillard de Jean Dréville : Édith Frasne
- 1943 : À la belle frégate d'Albert Valentin : Jeanne
- 1943 : Monsieur des Lourdines de Pierre de Hérain : Nelly
- 1943 : Donne-moi tes yeux de Sacha Guitry : Floriane
- 1943 : Les Anges du péché de Robert Bresson : Madeleine
- 1943 : Tornavara de Jean Dréville : Florence
- 1945 : Le Cavalier noir de Gilles Grangier : Lola
- 1945 : Le Père Serge  de Lucien Ganier-Raymond : la baronne Vera Kourianov
- 1946 : Jeux de femmes de Maurice Cloche : Solange
- 1946 : La Belle et la Bête de Jean Cocteau : Félicie
- 1946 : Étoile sans lumière de Marcel Blistène : Stella Dora, ex-vedette du cinéma muet
- 1946 : Destins de Richard Pottier : Clara Cartier
- 1947 : Rêves d'amour de Christian Stengel : George Sand
- 1947 : Dernier Refuge de Marc Maurette : Sylvie
- 1948 : Snowbound de David MacDonald : Carla Rometta, alias la comtesse Forelli
- 1949 : Mission à Tanger d'André Hunebelle : Barbara, la patronne de la boite
- 1950 : Véronique de Robert Vernay : Agathe
- 1952 : Le Plaisir de Max Ophüls, sketch La Maison Tellier : Mme Raphaëlle
- 1953 : Blood Orange de Terence Fisher : Helen Pascall
- 1958 : Jet Storm (ou Killing urge) de Cy Endfield (rôle coupé au montage)
- 1989 : Comédie d'été de Daniel Vigne : la comtesse
- 1990 : La Grande Dune de Bernard Stora (téléfilm) : la marraine
- 1997 : Projection au Majestic d'Yves Kovacs (court métrage)
- 2001 : Jean Cocteau, cinéaste de François Chayé (court métrage)

## Théâtre (sélection)
- 1937 : Les Demoiselles du large de Roger Vitrac, mise en scène Paulette Pax, théâtre de l'Œuvre
- 1942 : Faux Jour d'Herman Closson, mise en scène Paulette Pax, théâtre de l'Œuvre
- 1944 : Un Don Juan de Michel Aucouturier, mise en scène Jean Darcante, théâtre des Champs-Élysées
- 1945 : La Patronne d'André Luguet, théâtre des Nouveautés
- 1947 : La Patronne d'André Luguet, théâtre des Célestins